# U-Bahnhof Jabaquara

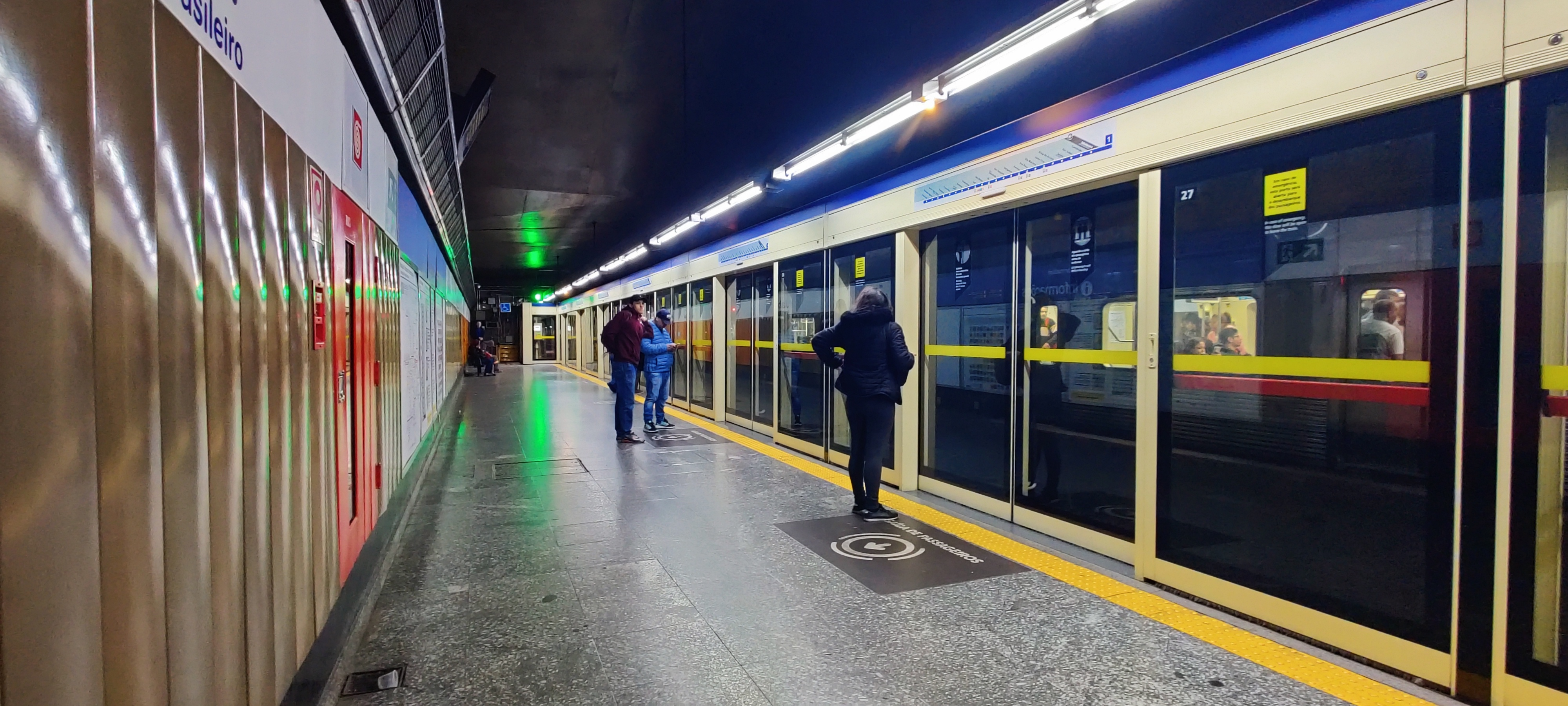
U-Bahnhof Jabaquara-Comitê Paralímpico Brasileiro – südliche Endstation der Linha 1-Azul

Jabaquara-Comitê Paralímpico Brasileiro – bis 2024 nur Jabaquara – ist der südliche U-Bahnhof der Linha 1-Azul der Metrô São Paulo, des U-Bahn-Netzes der brasilianischen Metropole São Paulo. Der unterirdische Bahnhof befindet sich parallel zur Avenida Engenheiro Armando de Arruda Pereira im gleichnamigen Distrikt Jabaquara. Er wurde am 14. September 1974 eröffnet und gehört damit zu den ältesten in Betrieb befindlichen U-Bahnhöfen in Brasilien. Der einzige Nachbarbahnhof ist Conceição.

## Geschichte

### Bau und Eröffnung

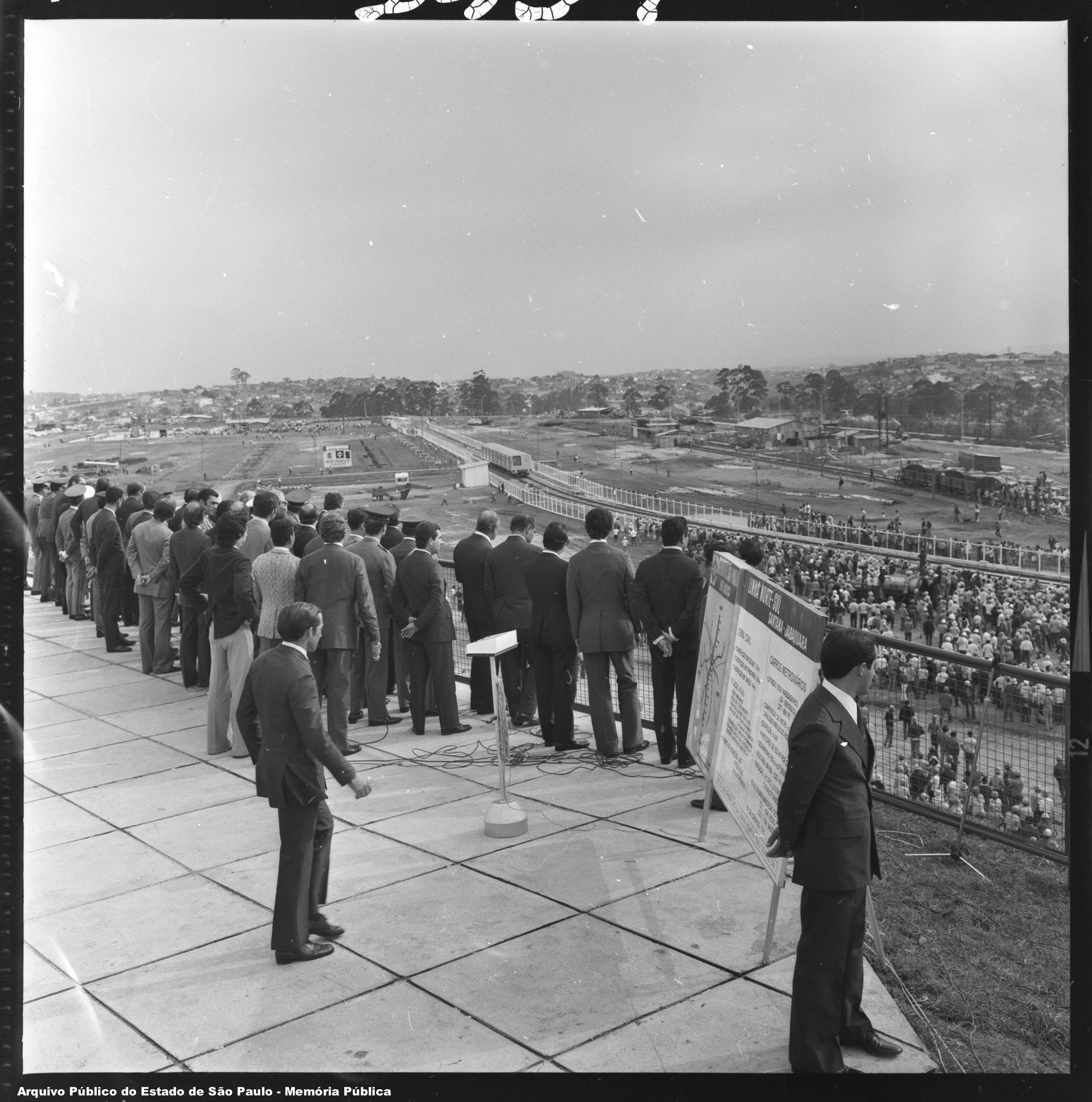
Foto der ersten Probefahrt eines Zuges der Metrô São Paulo am 6. September 1972 zwischen der Betriebswerkstatt Jabaquara und dem Bahnhof Jabaquara

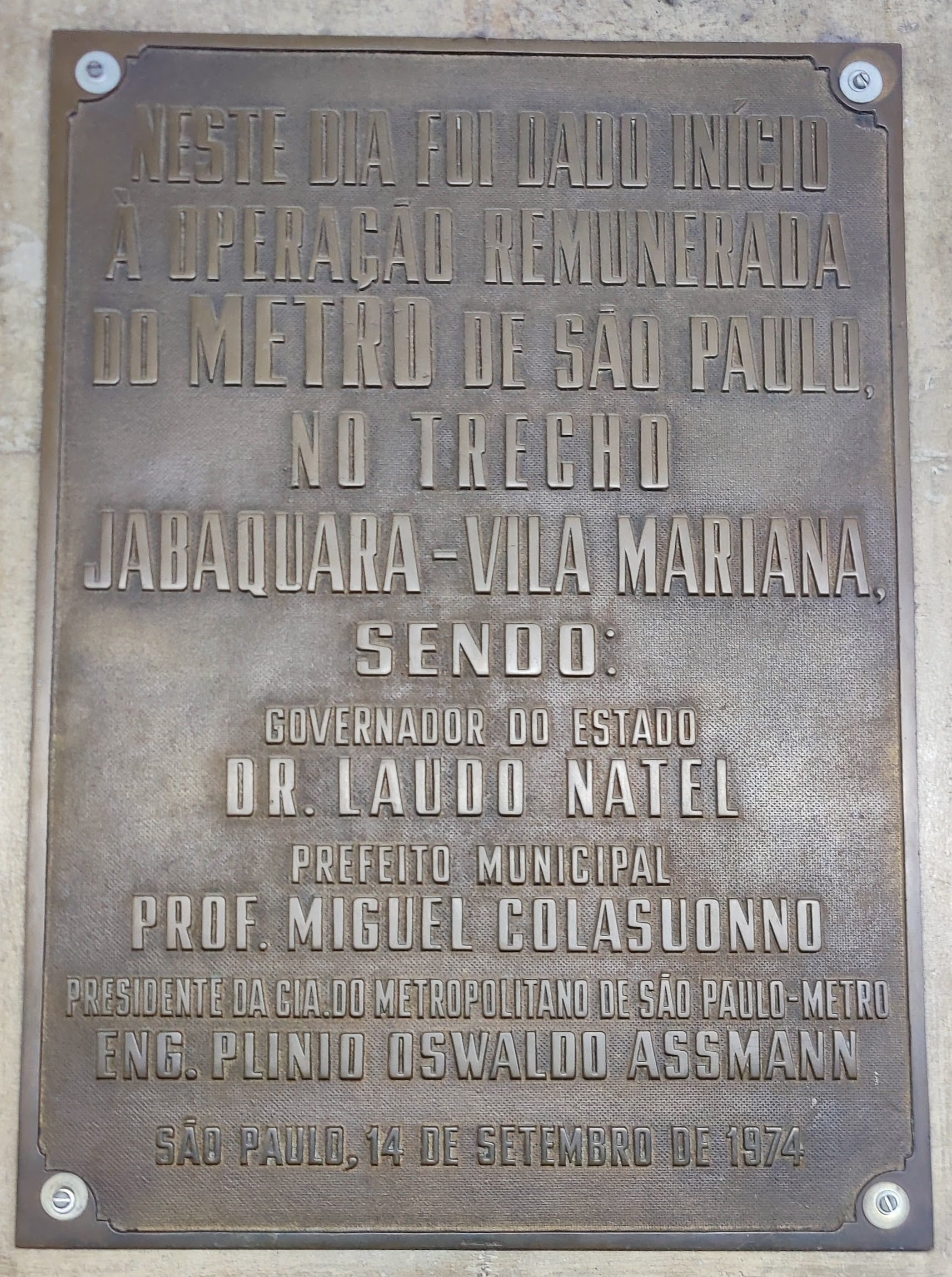
Gedenktafel zur Eröffnung des ersten Abschnittes der Metrô São Paulo zwischen Jabaquara und Vila Mariana am 14. September 1974

1968 begannen die Bauarbeiten für das erste U-Bahn-System Brasiliens in der Metropole São Paulo, beginnend mit der damals „Nord-Süd-Linie“ genannten, heutigen Linha 1-Azul. Am 25. Mai 1972 wurden dort die ersten Gleise auf dem Streckenabschnitt zwischen den Bahnhöfen Jabaquara und Saúde gelegt. Am 6. September 1972 fand die erste Probefahrt eines U-Bahn-Zugs in Brasilien statt: Ein Zug legte mit 20 km/h eine Strecke von 500 Metern vom Betriebshof Jabaquara bis zum Tunneleingang des Bahnhofs zurück. An diesem historischen Ereignis nahmen der damalige Präsident der Republik, Emílio Garrastazu Médici, der Gouverneur von São Paulo, Laudo Natel, sowie der Bürgermeister der Hauptstadt São Paulo, José Carlos de Figueiredo Ferraz, teil.
Am 14. September 1974 wurde schließlich der kommerzielle Betrieb der Metrô auf dem Abschnitt Jabaquara–Vila Mariana aufgenommen. Südlich des U-Bahnhofes Jabaquara wurde die erste Betriebswerkstatt der Metrô São Paulo (auf Portugiesisch Pátio Jabaquara) errichtet, die bis heute ausschließlich für die Instandhaltung der Züge der Linha 1-Azul zuständig ist.

### Ausgestaltung
Den U-Bahnhof entwarfen die Architekten Marcello Accioly Fragelli und João Batista Martinez Corrêa; architektonisch dominiert der für die Zeit übliche Sichtbeton den Bahnhof. Fragelli beschreibt in seinen Werk Quarenta Anos de Prancheta wie er die topographischen Besonderheiten in die Bahnhofsgestaltung miteinbezog:

„Am südlichen Ende [hinter dem Bahnhof] kommt die Strecke an die Oberfläche und verläuft durch ein großes Gelände, das etwas tiefer lag als die Gleise des Bahnhofs. Dieser befindet sich unter einem Platz, der größtenteils eben war, dessen Südende jedoch fast drei Meter abfiel. Diese topografische Besonderheit ermöglichte die Verbindung zwischen dem unterirdischen Raum und dem Außenbereich. So wurde ein bequemer Zugang vom Platz aus geschaffen – über breite Treppen mit nur wenigen Stufen, die in die Gartenanlagen integriert wurden.
So ließ ich den südlichen Teil der Plattform mit der minimalen Deckenhöhe ausstatten, indem ich den abgesenkten Teil des Platzes und die Treppen über die Abdeckungslage positionierte. Der zentrale Teil der Station besitzt eine variable Deckenhöhe, mit doppelter Höhe beim zentralen Mezzanin, anschließend geneigt, um im nördlichen Teil wieder auf das Niveau des anderen Endes zurückzukehren. Die Fahrgäste, die aussteigen, treffen beim Hinaufsteigen der Treppen unerwartet auf das Tageslicht und gelangen ganz natürlich ins Freie.“

Der U-Bahnhof erhielt zwei Seitenbahnsteige, darüberliegend ein Zwischengeschoss, wo sich die Zugangssperren und Fahrkartenschalter befinden. Vom Zwischengeschoss führen mehrere Zugänge zur Oberfläche, davon einer direkt zum 1977 errichteten großen Busterminal (Terminal Rodovodiário Intermunicipal) für Busse in Richtung Küste des Bundesstaates São Paulo und zum 1990 errichteten städtischen Busterminal (Terminal Metropolitano) in Richtung ABC. Die Gesamtfläche des U-Bahnhofes beträgt 6.850 Quadratmeter.

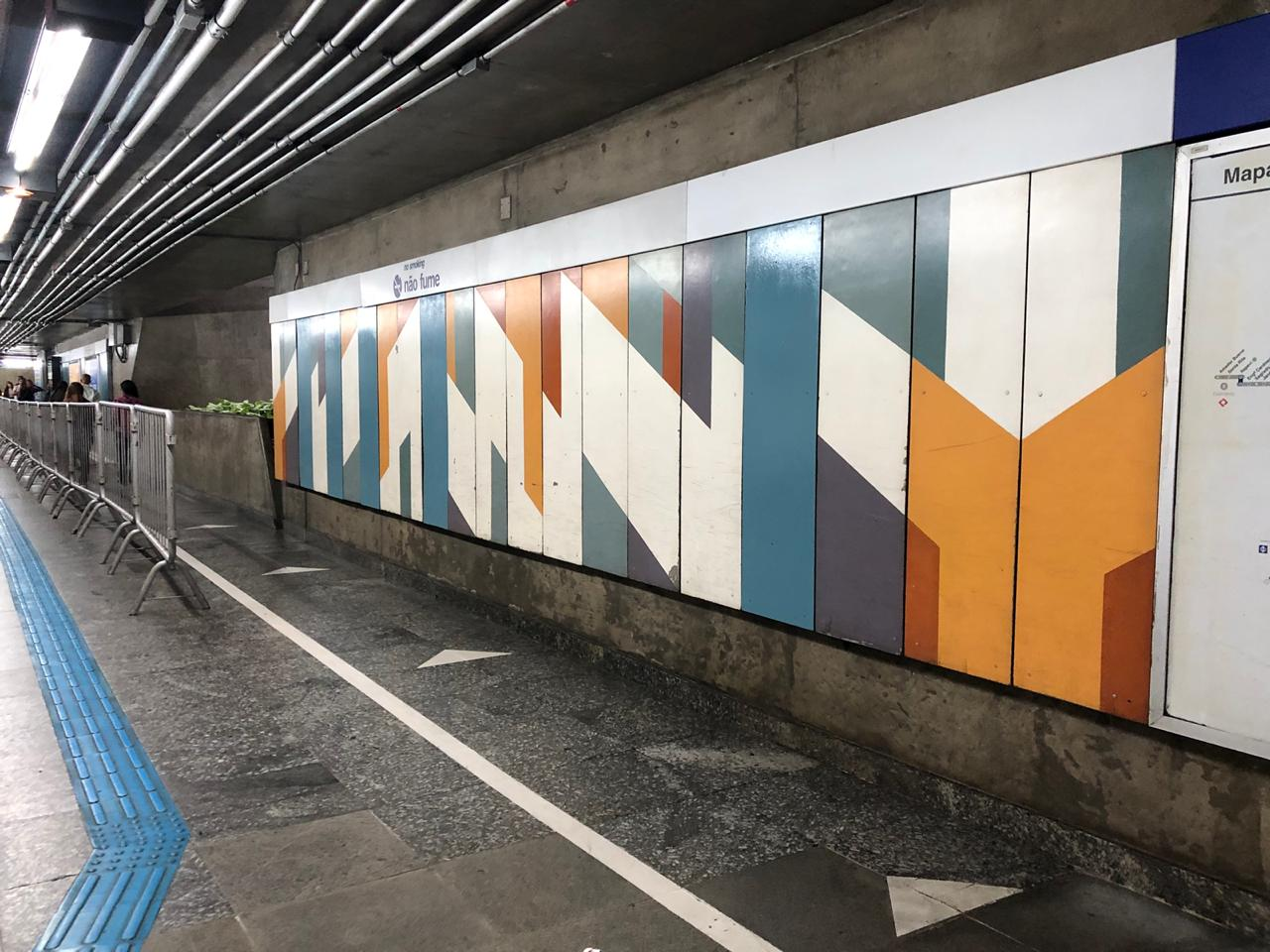
Panel von Renina Kratz (von 1991)

Im U-Bahnhof sind drei Kunstwerke angebracht bzw. ausgestellt, namentlich
- Sem título (Mural 1) [Ohne Titel (Wandbild 1)], von Odiléa Toscano, Wandmalerei (1990), Acrylfarbe (2,96 m × 4,85 m – 14,35 m²); über den Rolltreppen am Zugang zu Bahnsteig 1.[3]
- Sem título (Mural 2) [Ohne Titel (Wandbild 2)], von Odiléa Toscano, Wandmalerei (1990), Acrylfarbe (2,96 m × 4,85 m – 14,35 m²); installiert über den Rolltreppen am Zugang zu Bahnsteig 2.[3]
- Sem título (Painel) [Ohne Titel (Tafelbild)], von Renina Katz, Malerei auf Faserzementplatten (1991), Acrylfarbe (ca. 155 m²); im Zwischengeschoss[3]

Der Bahnhof Jabaquara, zusammen mit dem U-Bahnhof Tucuruvi, war einer der ersten Bahnhöfe der Linha 1-Azul, die mit Bahnsteigtüren ausgestattet wurden. Der Einbau begann im Oktober 2021, die Bahnsteigtüren gingen am 7. Juli 2022 in Betrieb.
Im Jahr 2023 nutzten durchschnitt 69.000 Fahrgästen pro Werktag den Bahnhof, womit der Bahnhof der sechstmeistgenutzte der Linie war – nach den Bahnhöfen Ana Rosa, Santa Cruz, Paraíso, Luz und Sé.

### Namensänderung

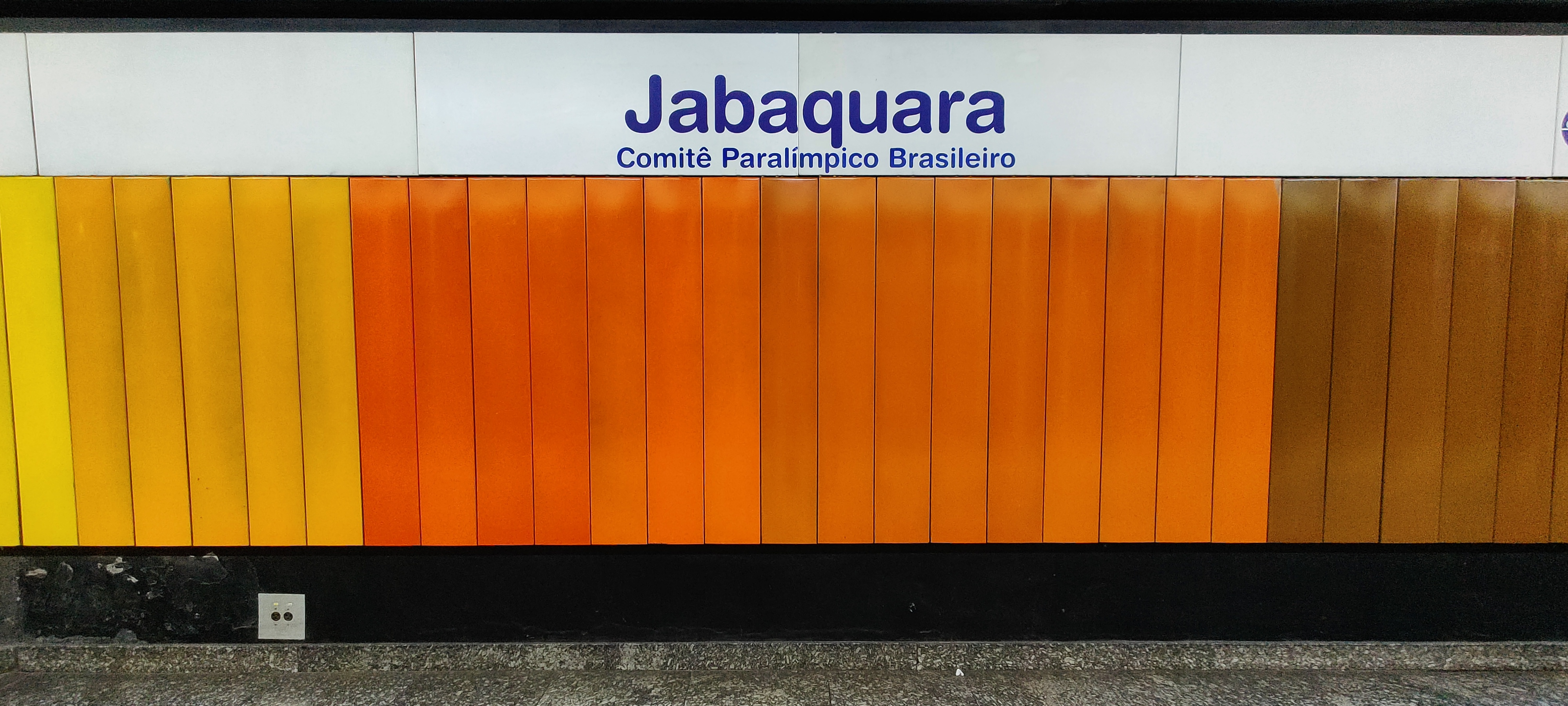
Seit 2024 trägt der U-Bahnhof den Beinamen „Comitê Paralímpico Brasileiro“ zu Ehren des brasilianischen olympischen Komitees anlässlich dessen besten Ergebnisses seiner Geschichte bei den Paralympischen Spielen in Paris

2007 gab es den Versuch eines Abgeordneten der Legislativversammlung von São Paulo, den Bahnhof in „Santos Futebol Clube–Jabaquara“ umbenennen zu lassen – als Ehrung des bekannten Fußballvereins aus dem Bundesstaat São Paulo. Dies scheiterte jedoch am großen Widerstand der lokalen Bevölkerung in Jabaquara, da der Club dort keinerlei Unterstützung genoss. Stattdessen erhielt der U-Bahnhof Imigrantes der Linha 2-Verde 2018 den Beinamen „Santos“.
Am 18. September 2024 unterzeichnete der Gouverneur von São Paulo, Tarcísio de Freitas, eine Verordnung, mit der der Bahnhof in „Jabaquara–Comitê Paralímpico Brasileiro“ umbenannt wurde – als Ehrung an das Brasilianische Paralympische Komitee, dessen Delegation bei den Paralympischen Spielen 2024 in Paris das beste Ergebnis seiner Geschichte erzielte. Das Brasilianische Paralympische Komitee hat seinen Sitz etwa 2 km vom Bahnhof entfernt an der Rodovia dos Imigrantes.

### Ausbau

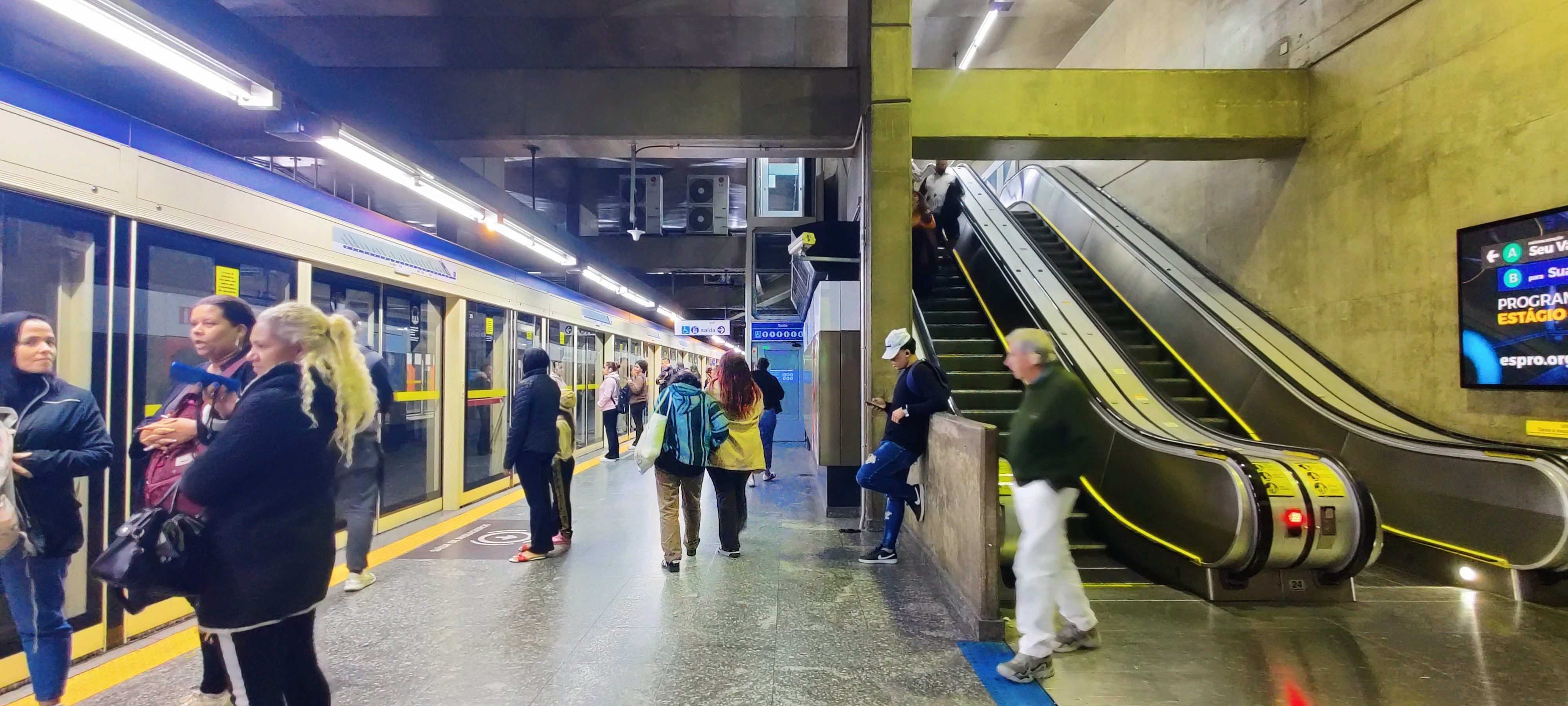
Blick auf den U-Bahnhof Jabaquara – seit 2021 verfügt dieser auf beiden Bahnsteigen über Bahnsteigtüren

Es gibt keine konkreten Pläne für die Verlängerung der Linha 1-Azul in Richtung Süden.
Die in Bau befindliche Einschienenbahn der Linha 17-Ouro soll mittelfristig vom Bahnhof Washington Luís bis Jabaquara verlängert werden, sodass eine tangentianale Verbindung in Richtung Flughafen Congonhas, Campo Belo und Morumbi entstünde. Die Bauarbeiten für die Verlängerung sollen, laut Stand vom Mai 2025, im Jahr 2029 beginnen.

## Einzelnachweise

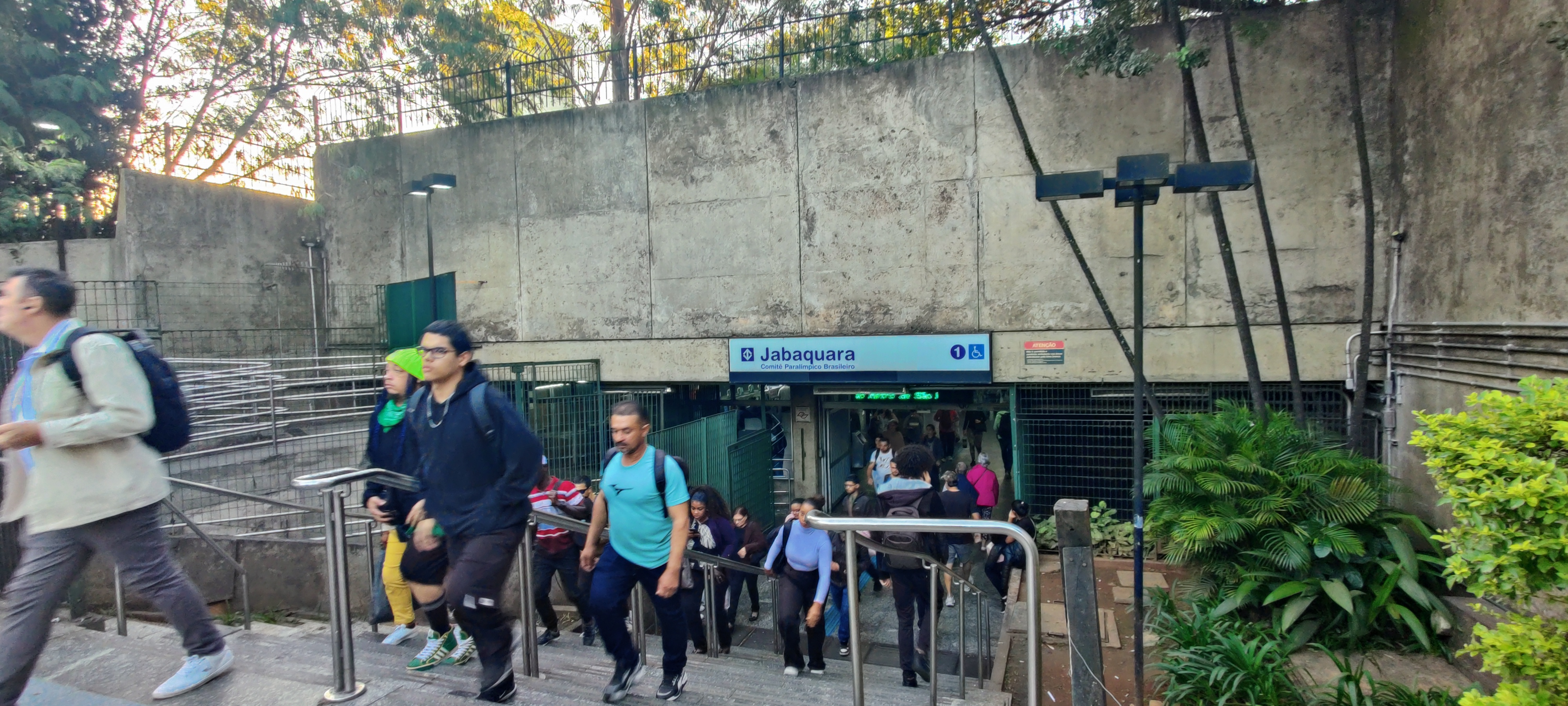
Hauptzugang zum U-Bahnhof Jabaquara

## Verlauf
| Linie | Verlauf |
| ----- | --- |
|       | Tucuruvi – Parada Inglesa – Jardim São Paulo–Ayrton Senna – Santana – Carandiru – Portuguesa–Tietê – Armênia – Tiradentes – Luz – São Bento – Sé – Japão–Liberdade – São Joaquim – Vergueiro – Paraíso – Ana Rosa – Vila Mariana – Santa Cruz – Praça da Árvore – Saúde – São Judas – Conceição – Jabaquara |